# Estación Budapest-Nyugati
La estación Budapest-Nyugati (en húngaro: Budapest-Nyugati pályaudvar, en castellano: "estación de Budapest Oeste") es una estación de ferrocarril de Budapest, Hungría. Se encuentra en la intersección de Grand Boulevard y la Avenida Váci. La estación Nyugati es, junto con la estación Budapest-Keleti y Budapest-Déli, una de las tres estaciones principales de Budapest. 
La estación fue diseñada por August de Serres y fue construido por la compañía Eiffel. Fue inaugurada el 28 de octubre de 1877. Anteriormente hubo otra estación en su lugar, la estación final de la primera línea ferroviaria de Hungría, la línea Pest–Vác (construida en 1846). Este edificio fue derribado para construir el Nagykörút - Grand Boulevard, que ahora es más pequeña que la carretera de circunvalación exterior (Hungária körút - el Boulevard Hungría) y la carretera de circunvalación de la autopista M0 abierta en 2008.
La estación dio nombre a la adyacente Nyugati tér (plaza Oeste), una importante intersección donde convergen Teréz körút (Boulevard Theresia), Szent István körút (el Boulevard San Esteban), Váci út (Avenida Váci) y Bajcsy-Zsilinszky út (Avenida Bajcsy-Zsilinszky). La plaza también sirve como un importante centro de transporte con varias líneas de autobús, los tranvías 4 y 6, y una estación de la línea M3 del metro de Budapest.
Los Ferrocarriles Estatales Húngaros ofrecen servicio regular entre la estación y la terminal 1 del Aeropuerto Internacional Budapest Ferihegy. El viaje dura aproximadamente 25 minutos y realiza trayectos 2-3 veces por hora.
Al lado de la estación de tren y parcialmente por encima de su zona abierta se encuentra el centro comercial WestEnd City Center. Algunas partes de la película Misión imposible: Protocolo fantasma se filmaron en los alrededores de la estación.